# Antsoa Airport
Antsoa Airport är en flygplats i Madagaskar. Den ligger i den sydvästra delen av landet, 400 km sydväst om huvudstaden Antananarivo. Antsoa Airport ligger 264 meter över havet.
Terrängen runt Antsoa Airport är platt åt sydost, men åt nordväst är den kuperad. Runt Antsoa Airport är det mycket glesbefolkat, med 7 invånare per kvadratkilometer. Närmaste större samhälle är Beroroha, 7,3 km söder om Antsoa Airport. Omgivningarna runt Antsoa Airport är huvudsakligen savann.